# Председник Мађарске
Председник Мађарске (мађ. A Magyar Köztársaság elnöke) је шеф државе Мађарске. Тренутни председник Мађарске је Тамаш Шуљок.

## Списак председника треће републике (од 1989)
| Слика | Име                | Од                | До                | Странка   |
| ----- | ------------------ | ----------------- | ----------------- | --------- |
|       | Матјаш Сиреш       | 18. октобра 1989. | 2. маја 1990.     | МСМП      |
|       | Арпад Генц         | 2. маја 1990.     | 4. августа 2000.  | СДС       |
|       | Ференц Мадл        | 4. августа 2000.  | 5. августа 2005.  | Независни |
|       | Ласло Шојом        | 5. августа 2005.  | 6. августа 2010.  | Независни |
|       | Пал Шмит           | 6. августа 2010.  | 2. април 2012.    | Фидес     |
|       | Ласло Ковер (в. д) | 2. април 2012.    | 10. мај 2012.     | Фидес     |
|       | Јанош Адер         | 10. мај 2012.     | 10. мај 2022.     | Фидес     |
|       | Каталин Новак      | 10. мај 2022.     | 26. фебруар 2024. | Фидес     |
|       | Ласло Ковер (в. д) | 26. фебруар 2024. | 5. март 2024.     | Фидес     |
|       | Тамаш Шуљок        | 5. март 2024.     | данас             | Независни |